# Tapso (Argentina)
Tapso es una localidad del noroeste argentino. Se encuentra dividida por las vías ferroviarias las cuales fijan los límites de ambas provincias entre el departamento El Alto de la provincia de Catamarca, y el Departamento Choya de la provincia de Santiago del Estero.
Se accede a través de la ruta nacional 157.

## Geografía

### Población
Cuenta con 882 habitantes (Indec, 2010), lo que casi no representa cambio significativo frente a los 883 habitantes (Indec, 2001) del censo anterior.
691 habitantes (Indec, 2010) estaban en la jurisdicción de Santiago del Estero y 191 habitantes (Indec, 2010) en Catamarca.
| Gráfica de evolución demográfica de Tapso entre 1991 y 2010 |
|                                                             |
| Fuente: Censos nacionales del INDEC                         |

### Sismicidad
La sismicidad de la región de Catamarca y de Santiago del Estero es frecuente y de intensidad baja, y un silencio sísmico de terremotos medios a graves cada 30 años en áreas aleatorias. Sus expresiones se produjeron:
- 4 de julio de 1817 (207 años), sismo de 1817 de 7,0 Richter, con máximos daños reportados al centro y norte de la provincia de S. del Estero, donde se desplomaron casas y se produjo agrietamiento del suelo, los temblores duraron alrededor de una semana. Se estimó una intensidad de VIII grados Mercalli. Hubo licuefacción con grandes cantidades de arena en las fisuras de hasta 1 m de ancho y más de 2 m de profundidad. En algunas de las casas sobre esas fisuras, el terreno quedó cubierto de más de 1 dm de arena.[2][3]
- 21 de octubre de 1966 (58 años), a las 12.39 UTC-3 con 5,0 Richter; como en toda localidad sísmica, aun con un silencio sísmico corto, se olvida la historia de otros movimientos sísmicos regionales
- 3 de noviembre de 1973 (51 años), a las 14.17 UTC-3 con 5,8 Richter: además de la gravedad física del fenómeno se unió el olvido de la población a estos eventos recurrentes
- 7 de septiembre de 2004 (20 años), a las 8.53 UTC-3, con una magnitud aproximadamente de 6,5 en la escala de Richter (terremoto de Catamarca de 2004)[1]

### Tapso - Departamento El Alto
La jurisdicción de Tapso comprende a los siguientes distritos: Tapso, Achalco, Ayapaso, Simogasta, Colonia Achalco, Los Morteros, Choya Viejo, La Calera, La Chilca, La Puerta de Molle Yaco, Pozo Grande y Albigasta.
En el mes de enero se realiza el Festival Folclórico Unión de Pueblos, con espectáculos folclóricos, gastronomía regional y muestra de artesanías. En el mes de junio se celebra la Fiesta de La Quebrada,  en la antigua iglesia de La Quebrada.
Entre los atractivos de la zona se encuentran:
- La Iglesia de La Quebrada ubicada a 10 km de la localidad. Es una de las iglesias más antiguas del departamento El Alto, construida hace más de 150 años.
- El camping Municipal La Toma en la localidad de Achalco a 7 km de Tapso por R.P. 21. El lugar es visitado por ubicarse cerca de un río tranquilo de cauce permanente.
- Las pinturas rupestres de El Rincón,  a 15 km de Tapso. Además existen morteros y otras expresiones artísticas  que se encuentran en el paraje montañoso conocido como El Cajón.